# Tauopatija
Tauopatija pripada klasi neurodegenerativnih bolesti koje uključuju agregaciju tau proteina u neurofibrilarne ili gliofibrilarne čvorove u ljudskom mozgu. Nakupine se formiraju hiperfosforilacijom proteina mikrotubula poznatog kao tau, što uzrokuje da se protein odvaja od mikrotubula i formira nerastvorljive agregate. (Ove agregacije se takođe nazivaju upareni spiralni filamenti.) Mehanizam formiranja čvorova nije dobro izučen, a nepoznato je da li su te nakupine primarni uzrok Alchajmerove bolesti ili imaju perifernu ulogu.

## Detekcija i snimanje
Post-mortemTau čvorovi se vide mikroskopski u obojenim uzorcima mozga.
Pre-mortemKod živih pacijenata, lokacije tau čvorova mogu se snimiti PET skeniranjem pomoću odgovarajućeg radio-emisionog sredstva.

## Spoljašnje veze
|  | Molimo Vas, obratite pažnju na važno upozorenje u vezi sa temama iz oblasti medicine (zdravlja). |